# Scolecithricella valens
Scolecithricella valens är en kräftdjursart som först beskrevs av Farran 1926.  Scolecithricella valens ingår i släktet Scolecithricella och familjen Scolecitrichidae. Inga underarter finns listade i Catalogue of Life.